# Sanija Malszyna
Sanija Rachimowna Malszyna z domu Gancewa (ros. Сания Рахимовна Мальшина, z d. Ганцева, ur. 17 maja 1921, zm. w 2010) – radziecka lekkoatletka, sprinterka, medalistka mistrzostw Europy z 1950.
Zdobyła brązowy medal w sztafecie 4 × 100 metrów na mistrzostwach Europy w 1950 w Brukseli. Sztafeta radziecka biegła w składzie: Elene Gokieli, Malszyna, Zoja Duchowicz i Jewgienija Sieczenowa. Malszyna zajęła na tych mistrzostwach również 4. miejsce w biegu na 200 metrów i odpadła w eliminacjach biegu na 100 metrów.
Zdobyła srebrny medal w biegu na 100 metrów na Akademickich Mistrzostwach Świata (UIE) w 1949 w Budapeszcie oraz srebrny medal na 100 metrów i brązowy na 200 metrów w 1951 w Berlinie.
Dwukrotnie ustanawiała rekord świata w sztafecie 4 × 200 metrów: 12 lipca 1950 w Moskwie czasem 1:40,6 (w składzie: Malszyna, Aleksandra Czudina, Sieczenowa i Duchowicz) oraz 27 września 1951 w Bukareszcie czasem 1:39,7 (skład: Nadieżda Chnykina, Sieczenowa, Zinaida Safronowa i Malszyna).
Była mistrzynią ZSRR w biegu na 200 metrów w 1950, w sztafecie 4 × 100 metrów w latach 1940, 1949, 1950 i 1951 oraz w sztafecie 4 × 200 metrów w latach 1949–1951, wicemistrzynią w biegu na 200 metrów w 1951 oraz brązową medalistką na tym dystansie w 1940.
Ustanowiła rekord ZSRR w biegu na 200 metrów wynikiem 24,7 s (18 września 1950 w Kijowie). Czterokrotnie poprawiała rekord ZSRR sztafecie 4 × 100 metrów do wyniku 47,4 m (30 lipca 1950 w Moskwie). W 1950 ustanowiła rekord ZSRR w sztafecie szwedzkiej czasem 2:15,9.